# Кальдер, Роберт
Ро́берт Ка́льдер, 1-й баронет (англ. Robert Calder, 1st Baronet; правильнее Ко́лдер; 13 июля 1745, Элгин, область Морей — 1 сентября 1818, Холт, графство Хэмпшир) — британский адмирал, который принимал участие в Семилетней войне, Американской войне за независимость, в Французских революционных и Наполеоновских войнах.
Он родился в Элгине, Шотландия, и был третьим сыном сэра Джеймса Колдера и Элис Хьюз. Его отец был третьим баронетом Кальдером из Муиртона. Его старшим братом, который получил титул баронета после смерти отца, был генерал-майор сэр Генри Кальдер.

## Служба
Получил образование в гимназии Элгин; поступил на Королевский флот в 1759 году в возрасте четырнадцати лет. Мичманом он получил £ 1800 призовых за участие в захвате испанского судна с сокровищами Hermione 21 мая 1762 года, и впоследствии получил чин лейтенанта. В этом звании он служил на борту Essex, под командованием капитана Джорджа Фолкнера, в Вест-Индии. Продвижение по службе шло медленно, и только в 1780 году Кальдер получил чин капитана первого ранга. Он командовал фрегатом HMS Diana под руководством контр-адмирала Ричарда Кемпенфельта, и хотя он прекрасно справлялся со своими обязанностями, в течение длительного времени не имел возможности отличиться.
В 1796 году он был назначен флаг-капитаном адмирала Джона Джервиса, и в этом качестве принял участие в сражении у мыса Сент-Винсент 14 февраля 1797 года. После битвы он был выбран для доставки сообщения о победе в Британию, и 3 марта 1797 года за свои заслуги был посвящён в рыцари Георгом III. Он также получил благодарность парламента, и получил титул баронета Кальдера из Саусвика 22 августа 1798 года.
В 1799 году он был произведен в чин контр-адмирала; а в 1804 году, в чине вице-адмирала, был послан с
небольшой эскадрой в погоню за французским флотом под командованием адмирала Гантомы, который должен был доставить припасы французской армии в Египет. Погоня окончилась неудачей и Кальдер был вынужден вернуться обратно.
В войнах третьей коалиции (1805—1806) он командовал эскадрами, блокирующими порты Рошфор и Ферроль, в которых оснащались корабли для обеспечения вторжения в Англию Английской Армии Наполеона.
Когда стало известно, что эскадра Вильнева идет к Бресту, Адмиралтейство приказало контр-адмиралу Чарльз Стерлингу присоединиться к эскадре Калдера, блокирующей Ферроль и перехватить франко-испанский флот во время его перехода к Бресту. Маневры противника была скрыты туманом, и только утром 22 июля 1805 года Кальдер смог разглядеть флот Вильнева. Франко-испанская эскадра превосходила англичан по силе, но Кальдер приказал флоту вступить в бой. Последовавшее за этим сражение получило название Боя Кальдера или Сражения у мыса Финистерре: в нём пятнадцать британских кораблей атаковали четырнадцать французских и шесть испанских кораблей и захватили два из них. Британские потери составили 39 человек погибших и 159 раненых; союзники потеряли 158 человек погибших, 320 раненых и около 1200 человек попали в плен к англичанам. Через четыре часа, с наступлением сумерек, Кальдер приказал прекратить сражение. В течение следующих двух дней флоты остались в пределах видимости друг к другу, но не вступали в бой. Кальдер решил защитить свои недавно захваченные призы, а французский адмирал Вильнев отказался атаковать англичан. Вильнев покинул этот район 24 июля и двинулся в Ферроль, а оттуда в Кадис, вместо того, чтобы возобновить своё плавание в Брест. Так как Вильнев не соединился с флотом в Бресте, Наполеон был вынужден отказаться от вторжения в Англию.
Из-за критики в свой адрес Кальдер потребовал военно-полевого суда. Нельсону было приказано отправить Кальдер домой, и
позволить ему забрать свой флагман — 98-пушечный корабль Prince of Wales, хотя битва с французами и была неизбежна. Кальдер отплыл в Англию в начале октября 1805 года и пропустил Трафальгарское сражение. Трибунал был проведен 23 декабря 1805 года и адмирал, хотя и вполне освобожденный от обвинения в трусости или нерадивости, тем не менее был признан не сделавшим всего, что от него зависело для возобновления сражения и для взятия или уничтожения какого-то количества неприятельских судов. Его поведение было признано достойным чрезвычайного осуждения, и он был приговорен к строгому выговору.
Впоследствии Кальдер никогда больше не служил в море, но продолжал продвижение по службе и был произведен в адмиралы 31
июля 1810 года. В качестве дани уважения к его заслугам он был награждён орденом Бани 2 января 1815 года. Он был назначен главнокомандующим военно-морской базы в Плимуте в 1810 году. Он умер в Холте, в графстве Хэмпшир, в 1818 году.

## Семья
В 1779 году он женился на Амелии Мичелл, детей у него не было.